# دوزنده جنوبی
دوزنده جنوبی (نام علمی: Austroaeschna) نام یک سرده از تیره دوزندگان است.